# Skannad i dunklet
Skannad i dunklet (engelska: A Scanner Darkly) är en dystopisk science fiction-roman av Philip K. Dick, utgiven 1977. På svenska utkom den 2015 i översättning av Andreas Vesterlund.
Titeln är inspirerad av Bibelns 1 Kor 13:12, som på engelska inleds med "For now we see through a glass, darkly", en passage som huvudpersonen Bob Arctor reflekterar över i boken. Boken utspelar sig 1994 i Orange County, Kalifornien. Boken skildrar drogmissbruk, framför allt den mycket skadliga psykoaktiva drogen Substance D. Boken anses ha självbiografiska drag baserade på Dicks upplevelser från tidigt 1970-tal.
En film baserad på boken, A Scanner Darkly, kom 2006.